# Piotr Ozyra
Piotr Ozyra (ur. 11 maja 1912 w Janowie, zm. 29 kwietnia 1942) – major pilot Wojska Polskiego i Polskich Sił Powietrznych. Dowódca dywizjonu 317.

## Życiorys
Syn Jana i Wiktorii z domu Filtz, miał pięcioro rodzeństwa. W 1923 ukończył szkołę powszechną w Zarzeczu, następnie uczył się w Gimnazjum im. Księcia Adama Czartoryskiego w Puławach. W 1927 wstąpił do Korpusu Kadetów nr 2 w Chełmnie, w 1931 r. zdał egzamin maturalny. Od 1931 r. uczył się w Szkole Podchorążych Lotnictwa. Ukończył ją w 1933 r. ze specjalnością obserwatora i 47. lokatą.
Otrzymał przydział do 5. pułku lotniczego, gdzie służył w 56. eskadrze towarzyszącej. W Centrum Wyszkolenia Oficerów Lotnictwa przeszedł przeszkolenie pilotażowe i w 1934 r. został przeniesiony do 2. pułku lotniczego gdzie służył w 121. eskadrze myśliwskiej. Po przeszkoleniu w Lotniczej Szkole Strzelania i Bombardowania został przeniesiony do 123. eskadry myśliwskiej. W 1936 r. został przeniesiony do 122. eskadry myśliwskiej. Brał udział w zawodach lotniczych, brał udział w Centralnych Zawodach Lotnictwa Myśliwskiego. W 1936 r. wszedł w skład reprezentacji III/1 dywizjonu myśliwskiego, która zwyciężyła w tych zawodach. Od 1938 r. służył w Szkole Pilotażu w Grudziądzu jako instruktor pilotażu. W 1939 r. został z jednostką przeniesiony o Ułęża.
Po wybuchu II wojny światowej latał w jednostce myśliwskiej sformowanej z instruktorów Ułęża i Dęblina. Po ataku ZSRR na Polskę został ewakuowany do Rumunii. Z portu Bałczik został drogą morską przetransportowany do Marsylii. We Francji podjął decyzję o wyjeździe do Wielkiej Brytanii, gdzie w styczniu 1940 r. dotarł z jedną z pierwszych grup polskich lotników. Otrzymał numer służbowy RAF 76764.
Po przeszkoleniu na sprzęcie brytyjskim został instruktorem w 15 Elementary Flying Training School w Carlisle, w 1941 r. został skierowany na szkolenie do 55 Operational Training Unit w Unsworth. Po jego ukończeniu otrzymał przydział do dywizjonu 317. We wrześniu został dowódcą eskadry B tego dywizjonu. 11 stycznia 1942 r., w parze z por. Stanisławem Łukaszewiczem zestrzelił Junkersa Ju 88. 16 marca 1942 r. objął dowództwo nad dywizjonem. 29 kwietnia prowadził dywizjon podczas lotu podczas Operacji Circus 145 w rejonie Hardelot-Desvres-Marck. Nad Le Tréportformacja została zaatakowana przez Focke-Wulfy Fw 190. W wyniku ataku zostali zestrzeleni Piotr Ozyra i mjr Marian Pisarek. 
Jego Spitfire VB JH-S (AR332) spadł do morza na wysokości miejscowości Camiers. Został pochowany na cmentarzu wschodnim w Boulogne-sur-Mer. Na liście Bajana został sklasyfikowany na 355. pozycji.

## Ordery i odznaczenia
Za swą służbę otrzymał odznaczenia:
- Krzyż Walecznych – dwukrotnie,
- Medal Lotniczy – dwukrotnie,
- Polowa Odznaka Pilota (nr 1017).